# Florida State Road A1A
Die Florida State Road A1A (kurz FL A1A) ist eine State Route im US-Bundesstaat Florida, die in Süd-Nord-Richtung verläuft. Sie verläuft meist in unmittelbarer Küstennähe entlang der Ostküste des Bundesstaates.

## Streckenverlauf
Die State Road beginnt in Key West im Monroe County und führt auf einem kurzen Teilstück des Overseas Highway zusammen mit dem U.S. Highway 1 bis Marathon. Anschließend ist die Streckenführung als A1A bis Miami unterbrochen. Erst der MacArthur Causeway von Miami nach Miami Beach führt wieder diese Bezeichnung. Anschließend führt die Straße bis auf wenige Ausnahmen auf Barriereinseln zwischen dem Atlantic Intracoastal Waterway und dem Atlantischen Ozean an der Küste Floridas entlang. Ausnahmen hiervon sind ein Abschnitt bei Fort Lauderdale, ein weiterer Abschnitt von West Palm Beach nach Riviera Beach, von Jupiter nach Stuart, bei Fort Pierce sowie von Cocoa nach Daytona Beach. In diesen Fällen ist die Streckenführung mit dem U.S. Highway 1 (FL 5) oft identisch. Bei Jacksonville wird der St. Johns River mittels Fährverbindung überquert. Bei Fernandina Beach, kurz vor der Grenze zu Georgia, verlässt die Straße die Küstengegend und biegt nach Westen ab. Sie führt weiter über Yulee, kreuzt die Interstate 95 und endet schließlich in Callahan im Nassau County.

## Weblinks

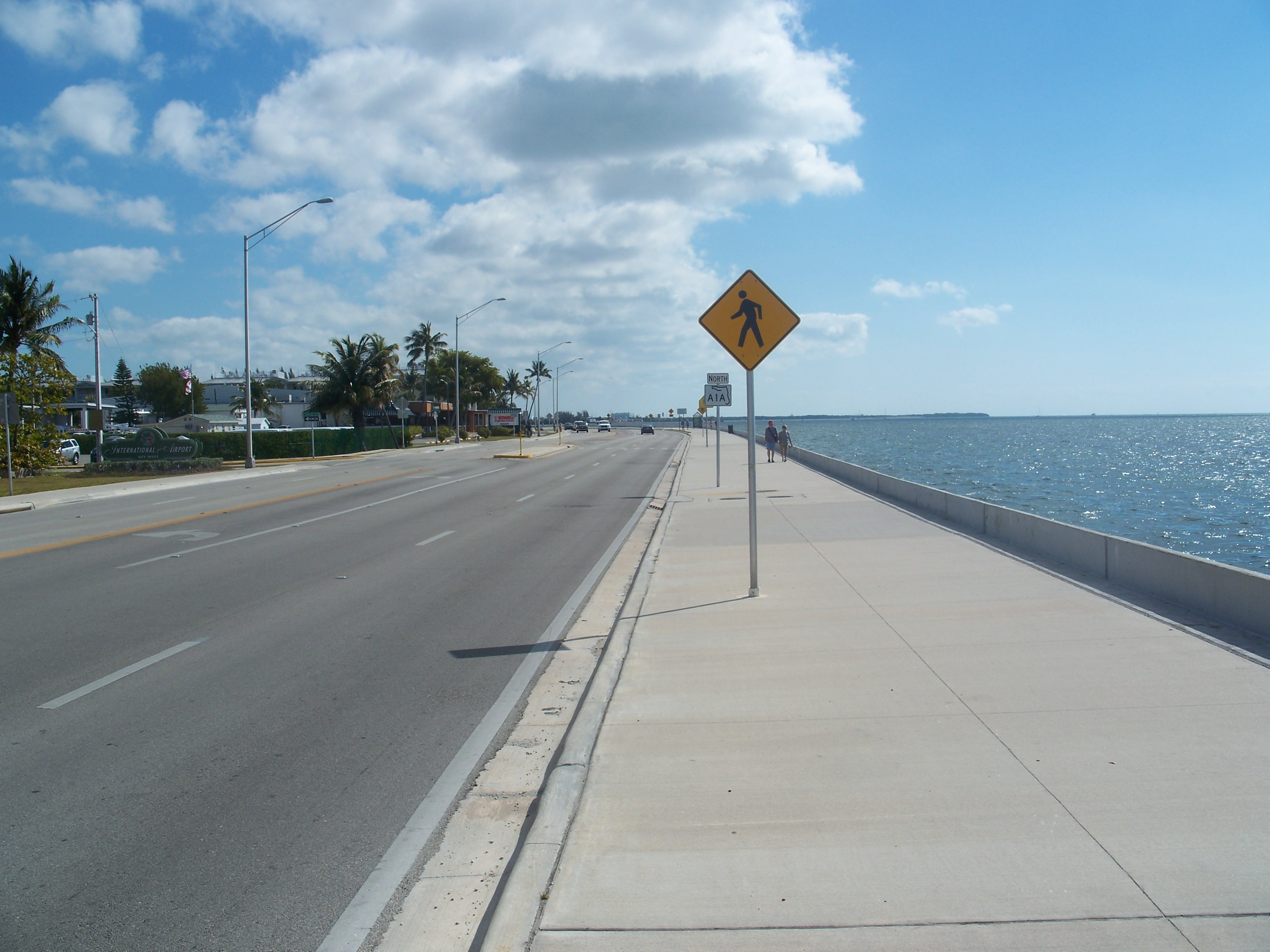
A1A in Key West
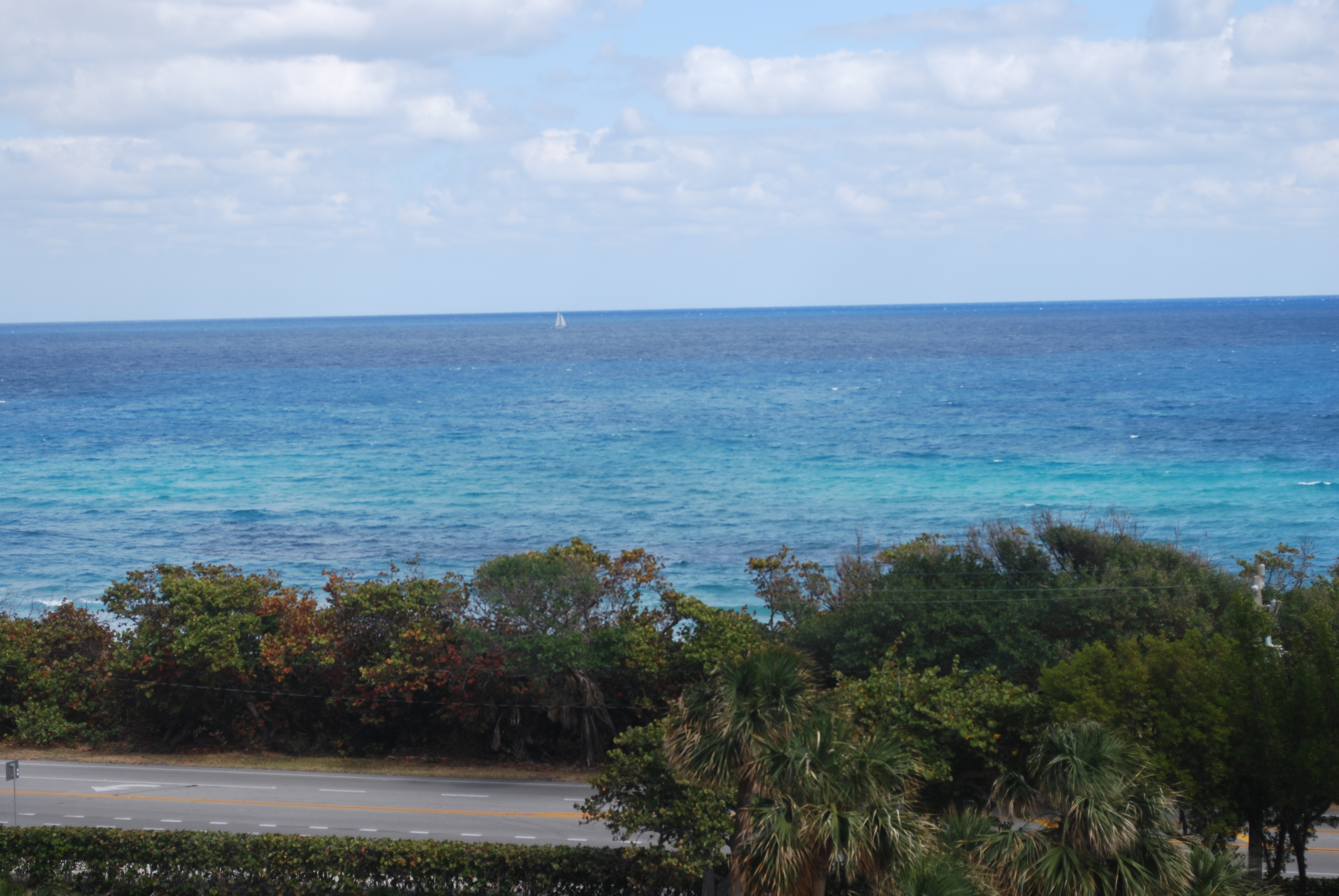
A1A in Boca Raton
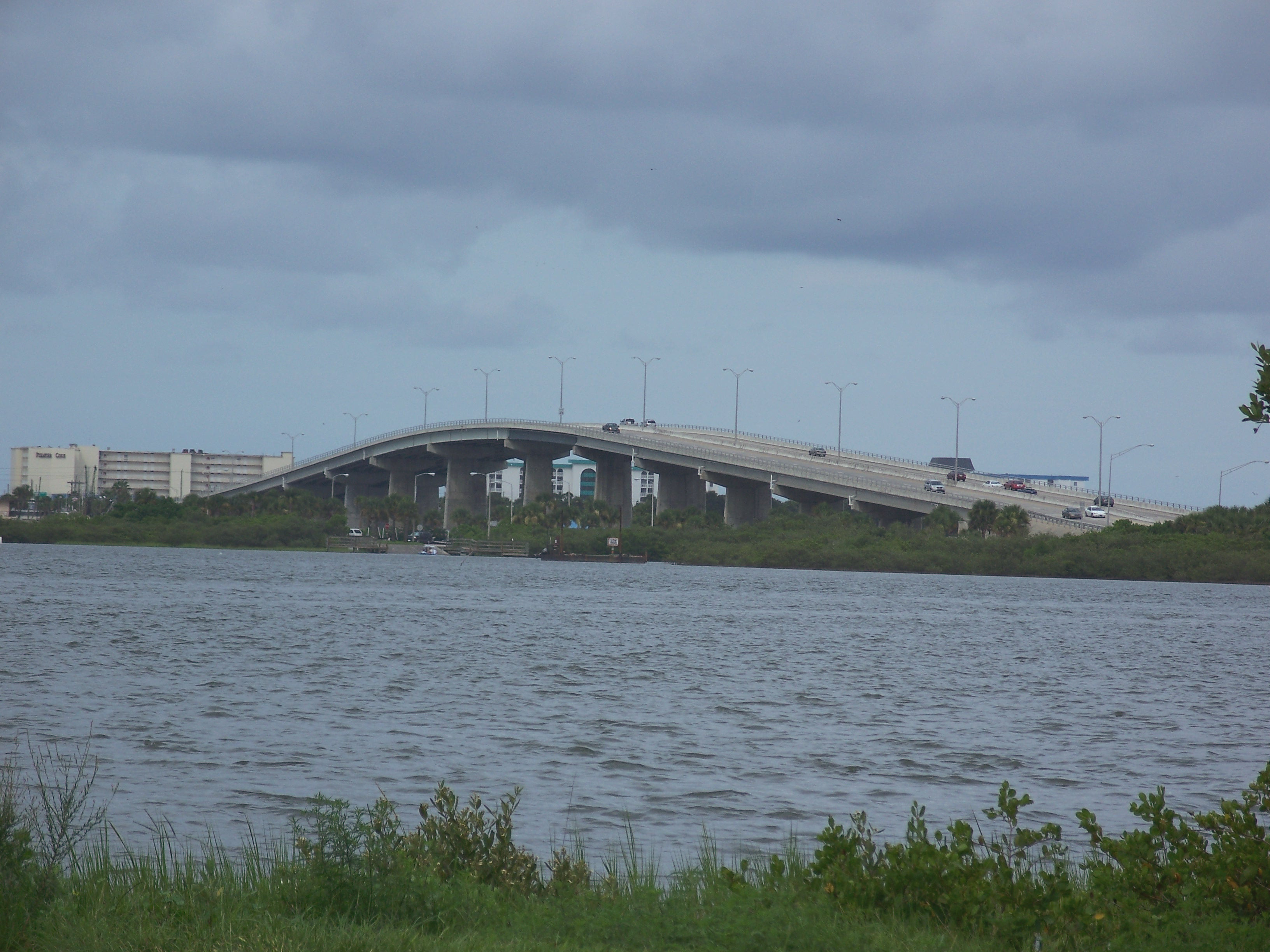
Halifax Bridge in Port Orange
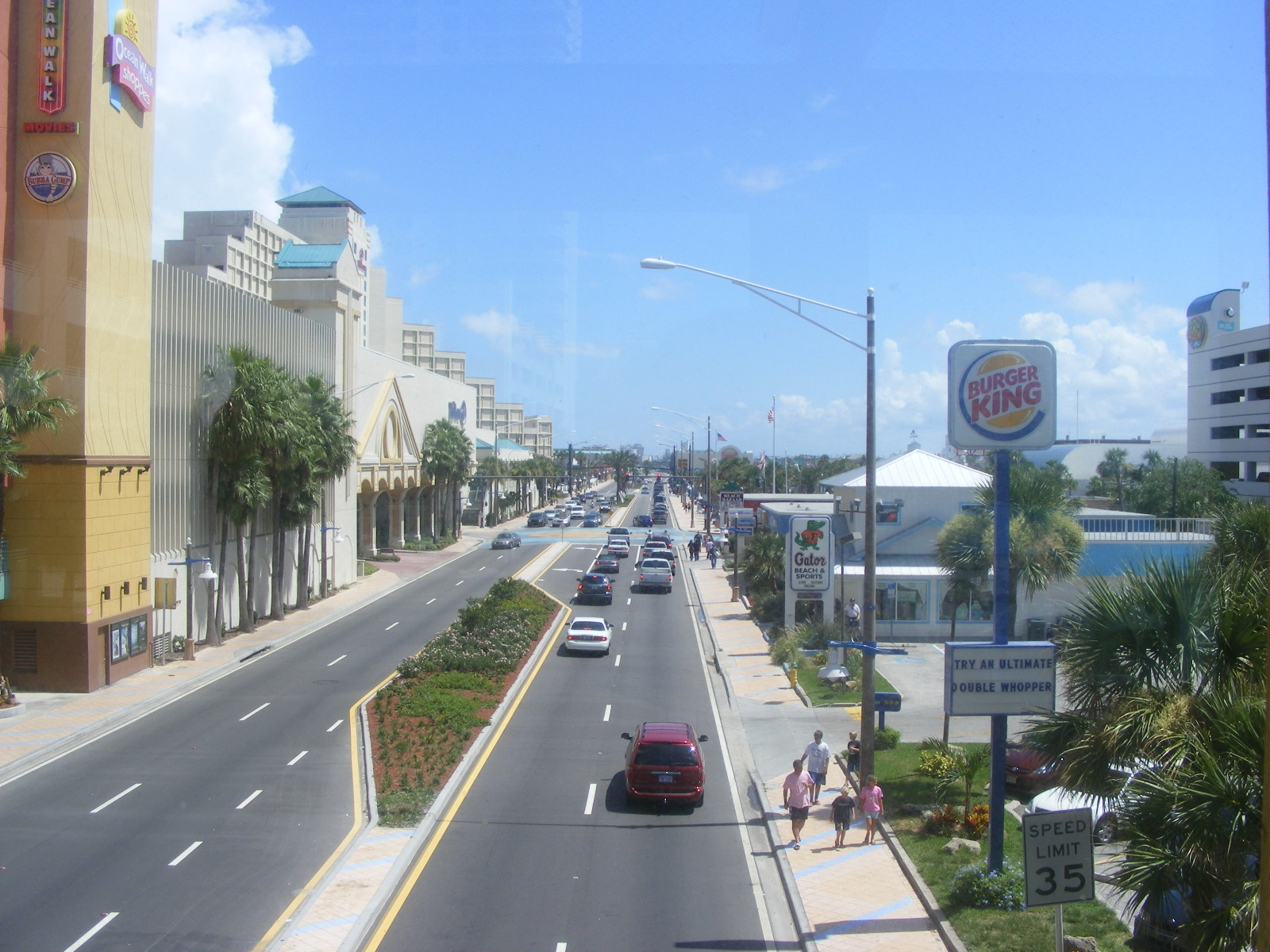
A1A in Daytona Beach